# Joel Samuel Polack
Joel Samuel Polack (* 28. März 1807 in London; † 17. April 1882) war der erste jüdische Siedler in Neuseeland, der dort im Jahre 1831 ankam.

## Leben
Polack wurde als Sohn von Saloman und Sarah Polack in London geboren. Sein Vater war ein erfolgreicher Maler und Graveur in Irland und England, stammte aber ursprünglich aus Holland.
Polack arbeitete vier Jahre lang für das Verteidigungsministerium des Vereinigten Königreichs (Commissariat und Ordnance) in Südafrika und Mauritius, bevor er nach Amerika reiste. 1830 schloss er sich seinem Bruder Abraham in New South Wales an.
1831 kam er nach Neuseeland und ließ sich am Hokianga Harbour nieder. Er erkundete die Umgebung sowie die seinerzeit noch nur Poverty Bay genannte Bucht und das East Cape. 1832 zog er nach Kororareka (jetzt Russell) in der Bay of Islands, um ein erfolgreiches Warenhaus zu gründen. 1835 baute er Neuseelands erste Brauerei. Aufgrund Busbys schlechter Verwaltung unterzeichnete er 1837 die Petition an die britische Regierung, die einen besseren Schutz und die Regierung der europäischen Siedler forderte.
1837 kehrte er nach England zurück und im darauf folgenden Jahr wurde sein Speicher, der gegen seinen Willen als Lager von Sprengstoffen der Armee verwendet worden war, durch eine Explosion zerstört. Er kämpfte erfolglos für eine Entschädigung. 1838 befürwortete er die geplante Kolonisierung von Neuseeland im House of Lords. Er glaubte, dass unorganisierte europäische Einwanderung die Māori Gesellschaft zerstören würde.
Polack schrieb zwei erfolgreiche Bücher über seine Erfahrungen in Neuseeland, die er auch illustrierte. Diese Bücher gewähren wertvolle Einblicke ins vorkoloniale Neuseeland.
1842 kehrte Polack nach Neuseeland zurück, aber sein Speicher wurde erneut 1845 zerstört, als Kororareka von den Hone Heke während des Fahnenmastkriegs geplündert. Er zog nach Auckland, die neue Hauptstadt, wo er ein Warenhaus gründete, in die Schifffahrt investierte und vom Handel mit Kalifornien profitierte. Von 1845 bis 1848 war er der stellvertretende Konsul der Vereinigten Staaten von Amerika.
1850 ging Polack nach Kalifornien und ließ sich in San Francisco nieder, wo er heiratete. Er starb am 17. April 1882 (28 Nisan 5642). Er wurde auf dem Cypress Lawn Memorial Park in Colma bestattet.

## Werke
- New Zealand, being a narrative of travels and adventures during a residence in that country between the years 1831 and 1837. Two Volumes. Richard Bentley, London 1838.
- Manners and customs of the New Zealanders. Two Volumes, 1840.